# District de Nankai
Le district de Nankai (南开区 ; pinyin : Nánkāi Qū) est une subdivision du centre de la municipalité de Tianjin en Chine.

## Éducation
- Université de Nankai